# دراغون بول زد: اصطدام: قوة 10 بلايين مقاتل
دراغون بول زد: اصطدام!! قوة 10 بلايين مقاتل (باليابانية: ドラゴンボールZ 激突!!100億パワーの戦士たち، بالروماجي: Dragon Ball Z: Gekitotsu!! Hyaku-Oku Pawā no Senshi-tachi!!) هو الفيلم السادس لسلسة أفلام دراغون بول، صَدَرَ في 7 مارس سنة 1992 في اليابان، مدة عرضه 44 دقيقة .

## روابط خارجية
- دراغون بول زد: اصطدام: قوة 10 بلايين مقاتل على موقع IMDb (الإنجليزية)
- دراغون بول زد: اصطدام: قوة 10 بلايين مقاتل على موقع روتن توميتوز (الإنجليزية)
- دراغون بول زد: اصطدام: قوة 10 بلايين مقاتل على موقع نتفليكس (الإنجليزية)
- دراغون بول زد: اصطدام: قوة 10 بلايين مقاتل على موقع ألو سيني (الفرنسية)
- دراغون بول زد: اصطدام: قوة 10 بلايين مقاتل على موقع أول موفي (الإنجليزية)
- دراغون بول زد: اصطدام: قوة 10 بلايين مقاتل على موقع فيلمافينيتي (الإسبانية)
- دراغون بول زد: اصطدام: قوة 10 بلايين مقاتل على موقع قاعدة بيانات الفيلم (الإنجليزية)
- دراغون بول زد: اصطدام: قوة 10 بلايين مقاتل على موقع ليتربوكسد (الإنجليزية)
- دراغون بول زد: اصطدام: قوة 10 بلايين مقاتل على موقع كينوبويسك (الروسية)
- دراغون بول زد: اصطدام: قوة 10 بلايين مقاتل على موقع ANN anime (الإنجليزية)